# Equipa da Superleague Fórmula Team Russia
A Team Russia é uma equipa da Superleague Fórmula que representa a Rússia naquele campeonato. A equipa entrou no campeonato em 2011, e no ano de estreia está a ser operada pela Atech Reid Grand Prix, contando com o russo Mikhail Aleshin como piloto

## Temporada de 2011
No seu primeiro ano na Superleague Fórmula, a equipa técnica da Team Russia é a Atech Reid Grand Prix, e Mikhail Aleshin é o piloto.

## Registo

### 2011
(Legenda)
| Equipa de Automobilismo | Piloto          | 1   | 1   | 2   | 2   | 3   | 3   | 4          | 4          | 5   | 5   | 6   | 6   | 7   | 7   | 8                 | 8                 | Pontos | Class. |
| Equipa de Automobilismo | Piloto          | ASS | ASS | ZOL | ZOL | GOI | GOI | TBA Brasil | TBA Brasil | PEQ | PEQ | SHA | SHA | SEU | SEU | TBA Nova Zelândia | TBA Nova Zelândia | Pontos | Class. |
| ----------------------- | --------------- | --- | --- | --- | --- | --- | --- | ---------- | ---------- | --- | --- | --- | --- | --- | --- | ----------------- | ----------------- | ------ | ------ |
| Atech Reid Grand Prix   | Mikhail Aleshin |     |     |     |     |     |     |            |            |     |     |     |     |     |     |                   |                   | *      | *      |

Nota - *: Temporada em curso

### Resultados em Super-Final
| Ano  | 1   | 2   | 3   | 4          | 5   | 6   | 7   | 8                 |
| ---- | --- | --- | --- | ---------- | --- | --- | --- | ----------------- |
| 2011 | ASS | ZOL | GOI | TBA Brasil | PEQ | SHA | SEU | TBA Nova Zelândia |